# 埃里克·阿維德松·特羅勒
埃里克·阿維德松·特羅勒（瑞典語：Erik Arvidsson Trolle；1460年—1530年）是一位瑞典教長及政治家，出自瑞典的特羅勒家族，是阿爾維德·比耶松和妻子謝斯廷·約恩斯多特的兒子。在卡爾馬聯盟時期曾短暫擔任瑞典國家執政（1512年1月中－1512年7月23日），但是他的統治並沒有記載在瑞典皇室的歷史中。
埃里克·特羅勒在羅斯托克和科隆的大學學習，在烏普薩拉和林雪平曾擔任法政牧師職位，但從未被任命。埃里克·特羅勒亦是內爾徹的最高司法官，及於1487年成為瑞典國會高級議員。1512年，當時的國家執政斯萬特·尼爾松逝世，瑞典國會選出埃里克·特羅勒為國家執政，但是他從未真正上台，因為他支持卡爾馬聯合的立場，斯萬特·尼爾松的兒子小斯滕·斯圖雷帶領獨立王國的分裂主義者反對他，並於1512年7月23日由小斯滕·斯圖雷接任國家執政。
埃里克·特羅勒的長子古斯塔夫·特羅勒其後於1514年成為烏普薩拉大主教及瑞典教會之首，他亦是支持卡爾馬聯合及丹麥國王克里斯蒂安二世，與小斯滕·斯圖雷鬥爭，並於1520年11月4日，為入侵瑞典的丹麥國王克里斯蒂安二世在斯德哥爾摩大教進行塗油禮，正式成為瑞典國王。埃里克·特羅勒亦成為烏普蘭的首席法官。1521年，埃里克·特羅勒及埃里克·特羅勒為「斯德哥爾摩慘案」而遭受國民唾棄，被迫流放。1528年，當時的瑞典國王古斯塔夫一世准許埃里克·特羅勒及其妻子回到瑞典，並其後於瑞典逝世。